# انجمن رهبری مرکزی امور بازرسی
انجمن رهبری مرکزی امور بازرسی (به چینی: 中央巡视工作领导小组) نهاد هماهنگ‌کننده و هیئت مشورتی زیر نظر کمیته مرکزی حزب کمونیست چین است که به‌منظور مدیریت بازرسی‌های انضباطی حزب در سراسر کشور ایجاد شده‌است.
امور بازرسی در اوایل دهه ۱۹۹۰ آغاز شد و با همکاری اداره سازماندهی و کمیسیون مرکزی بازرسی انضباطی، نهاد ضد اختلاس حزب بود. تصمیم برای تأسیس رسمی انجمن رهبری در نوامبر ۲۰۰۹ توسط کمیته مرکزی حزب کمونیست چین اعلام شد. این انجمن از سال ۲۰۱۳ به رهبری وانگ کیشان در نتیجه مبارزات گسترده ضد فساد پس از هجدهمین کنگره حزب، شهرت ویژهای به دست آورد. انجمن رهبری و اداره کل آن وظیفه اعزام تیم‌های بازرسی به استان‌ها، ارگان‌های دولت مرکزی مانند وزارتخانه‌ها و شرکت‌های دولتی را بر عهده دارد.

## پیشینه
در سال ۱۹۲۱، کمیته مرکزی حزب کمونیست چین شروع به اعزام کمیسارهای ویژه برای رهنمود امور کرد. در سال ۱۹۲۸، دولت مرکزی مقررات بازرسی ویژه‌ای را تدوین کرد و در قالب پیش‌نویسی توسط کمیته مرکزی حزب کمونیست چین صادر شد و ادارات حزب در همه سطوح ملزم به اجرای آن بودند که منشاء سیستم بازرسی در چین شد.
در سال ۱۹۹۰، ششمین جلسه عمومی سیزدهمین کمیته مرکزی حزب کمونیست چین تصمیم گرفت که کمیته‌های حزبی دولت مرکزی و استان‌ها، مناطق خودمختار و شهرداری‌های مستقیماً زیر نظر دولت مرکزی می‌توانند تیم‌های بازرسی را در صورت لزوم اعزام کنند.
در ژانویه ۱۹۹۶، ششمین جلسه عمومی کمیسیون مرکزی بازرسی انضباطی، کمیسیون مرکزی بازرسی انضباطی بر اساس نیازهای کاری منتخب و اعزام کادر وزارتی به بازرسی‌های محلی و ادارات را تشکیل داد و توسط کمیته مرکزی حزب کمونیست چین تصویب شد. در سال ۱۹۹۶ کمیسیون مرکزی بازرسی انضباطی اولین بازرسی خود را انجام داد. در نوامبر ۲۰۰۲، شانزدهمین کنگره ملی حزب کمونیست چین تصمیمی برای «اصلاح و بهبود سیستم بازرسی انضباطی حزب» اتخاذ کرد. کمیسیون مرکزی بازرسی انضباطی و سازمان مرکزی به‌طور مشترک تیم‌های بازرسی را برای انجام بازرسی‌های آزمایشی در برخی استان‌ها اعزام کردند. مطابق با الزامات «ایجاد و بهبود سیستم بازرسی» ارائه‌شده در گزارش شانزدهمین کنگره ملی حزب کمونیست چین، در اوت ۲۰۰۳، با تصویب کمیته مرکزی حزب کمونیست چین و شورای دولتی، کمیسیون مرکزی بازرسی انضباطی و اداره مرکزی را تأسیس کردند.
در سال ۲۰۰۵، دولت مرکزی تأسیس مستقل دفتر کار کمیسیون مرکزی بازرسی انضباطی و سازمان مرکزی را تصویب کرد که عمدتاً برای ارائه خدمات اداری مربوطه برای فعالیت‌های بازرسی بوده‌است.
در ۱۹ سپتامبر ۲۰۰۵، کمیسیون مرکزی بازرسی انضباطی و دفتر کار بازرسی سازمان مرکزی جلسه هم‌اندیشی برگزار کردند. ما ون، معاون دبیر کمیسیون مرکزی بازرسی انضباطی از تعدیل کمیسیون مرکزی بازرسی انضباطی خبر داد. در ۱۸ دسامبر ۲۰۰۹، اولین جلسه کارگروه راهبری بازرسی مرکزی، «ضوابط کار گروه راهبری بازرسی مرکزی» و «ضوابط کاری دفتر رهبری کارگروه بازرسی مرکزی» را بررسی و تصویب کرد.
در اوت ۲۰۱۵، کمیته مرکزی حزب کمونیست چین «مقررات مربوط به امور بازرسی حزب کمونیست چین» را صادر کرد که در ۳ اوت ۲۰۱۵ لازم‌الاجرا شد. این مقررات رابطه اصلی رهنمود انجمن رهبری مرکزی امور بازرسی را به امور بازرسی استان‌ها، مناطق خودمختار، شهرداری‌ها و پیوستگی رهبری تغییر داد و دامنه اشیاء بازرسی‌شده را گسترش داد. مسئول اصلی رهبری گروه حزبی، وزارتخانه‌ها و کمیسیون‌های مرکزی، ادارات دولتی، تشکل‌های مردمی و اعضای آن‌ها و شرکت‌های مرکزی نیز در محدوده بازرسی قرار گرفتند. در ۱ ژوئیه ۲۰۱۸، تصمیم کمیته مرکزی حزب کمونیست چین مبنی بر تجدید نظر در مقررات حزب کمونیست چین در مورد بازرسی‌ها سبب اصلاح مقررات مربوطه شد.